# Спрут 10
«Спрут 10» (итал. «La piovra 10») — десятый, заключительный мини-сериал итальянской телеэпопеи о борьбе с мафией «Спрут». Сериал продолжает сюжет «Спрута 7».

## Сюжет
После нескольких лет заключения бывший влиятельный политик профессор Оттавио Рамонте подает апелляцию в Верховный суд Италии, и Верховный суд снимает с него все обвинения и выпускает на свободу. Выйдя на свободу, он забирает свой архив компрометирующих материалов у Тано Каридди и предлагает тому присоединиться к его организации «Академия Туле», объединяющей глав мафиозных кланов, а также многих коррумпированных политиков, чиновников и бизнесменов. Тано, приняв предложение, на самом деле решает сыграть против Рамонте.
Перед своим тюремным заключением и перед тем, как отдать архив Тано, Рамонте зашифровал его. Дискету, содержащую ключ для расшифровки, он передал на хранение одному из членов своей организации — сенатору Альдо Меркури. После возвращения Рамонте хочет получить дискету назад, но Меркури не торопится её возвращать. Страдая тяжелым сердечным заболеванием и предчувствуя скорую смерть, Меркури, некогда честный человек, хочет завязать со всеми грязными делами и, лишив Рамонте ключевого диска, уничтожить его архив, дающий своему обладателю столь огромную тайную власть и открывающий для преступников многие двери.
Рамонте наносит визит Меркури в больницу, где требует от него вернуть дискету. Свидетелем визита Рамонте становится дочь Альдо Меркури, Джулия, которая ничего не знает о делах своего отца и Рамонте, но догадывается, что Рамонте угрожает её отцу. Выйдя из больницы, она направляется прямо в дом Рамонте и врывается в зал заседаний, где проходит собрание общества «Академия Туле». Она требует от Рамонте оставить её больного отца в покое. Понимая, какой опасности подвергает себя Джулия, друг и врач её отца, Паоло Триполи, выводит девушку из зала собраний. На собрании в это время выступает Тано Каридди, предлагая для организации новый путь развития, предполагающий отказ от насилия и вместо этого попытку мафии на легальной основе внедриться в экономику, используя архив Рамонте для давления на политиков, законодателей и бизнесменов. Рамонте, не ожидавший такого от Каридди и недовольный предложением, прогоняет его с заседания. Однако предложение Тано находит большой отклик у глав мафиозных кланов. После заседания они во главе с адвокатом Эдуардо Риттоне решают последовать путём, предложенным Тано, а Рамонте постепенно отстранить от дел. Тано подкупает Ваню, воспитанника профессора Рамонте, чтобы тот постепенно травил его малыми дозами мышьяка.
Джулия настаивает, чтобы Триполи рассказал ей всё об её отце и Рамонте. Тот поддаётся на уговоры и рассказывает. Рамонте, подозревая, что Триполи выдаст Джулии тайную информацию, приказывает убить его, и Триполи убивают на улице прямо во время прогулки с Джулией. Шокированная девушка решает немедленно обратиться к Сильвии Конти, зная, что именно ей удалось посадить в свое время профессора Рамонте за решётку. Конти к этому моменту решила закончить с громкими делами и написала прошение о переводе на более спокойную, надзорную должность. Она вышла замуж за учёного, с которым они собираются удочерить и воспитывать девочку Анну. Сообщение Джулии о связях её отца с Рамонте является для Конти неожиданностью. Она назначает девушке встречу на следующий день, но та не приходит. Мафиози и Тано становится известно о намечающейся встрече, Джулию похищают и удерживают в комнате полуразрушенного замка, в котором поселился Тано у вершины вулкана Этны. Сенатору Меркури угрожают, что Джулия умрёт, если он не вернёт ключевой диск, но зная колоссальную силу содержащихся в архиве Рамонте сведений, Меркури медлит даже под угрозой жизни дочери.
Исчезновение Джулии всерьёз тревожит Конти. Она обращается к сенатору Меркури, но тот утверждает, что его дочь неожиданно уехала в Лондон. При помощи комиссара Леонарди, занимающегося расследованием гибели доктора Триполи, Конти устанавливает, что это не так. Она подозревает, что девушка похищена, и решает начать расследование. Она просит отсрочить её перевод, откладывает удочерение Анны и вновь с головой возвращается в работу. Джулию также разыскивает её жених, Марко, сын ещё одного высокопоставленного члена «Академии Туле» — адвоката Риттоне. Конти сообщает Марко о своих подозрениях о похищении Джулии и намекает, что его отец тоже может быть к этому причастен, но адвокат Риттоне предостерегает сына иметь дело с Конти. Он утверждает, что Конти из личной мести оклеветала Рамонте на суде и теперь снова хочет до него добраться. Себя же Риттоне представляет перед сыном в качестве посредника, уважаемого независимого человека, которого похитители избрали для связи с сенатором Меркури.
Вскоре Рамонте умирает от воздействия мышьяка.
На судью Конти, близко подобравшуюся к сердцу мафии, по приказу Риттоне совершается покушение, но она остаётся в живых. Марко не до конца верит в объяснение отца, у него остаются сомнения, усилившиеся после покушения на Конти. Конти устраивает Марко очную ставку с Ваней. Отец предупреждает Марко, чтобы он говорил, что никогда не видел Ваню, но Марко припоминает, что Ваня когда-то приходил в их дом и передал отцу какой-то конверт (в конверте были фотографии похищенной Джулии, предназначавшиеся для шантажа её отца). Убедившись в нечестности отца, Марко осознает, что тот причастен к похищению Джулии. Он добивается от отца признания, адвоката Риттоне арестовывают.
Тано, осознав, что всё кончено, понимает, что для сокрытия следов ему нужно убить Джулию и бежать. Он приходит к ней с пистолетом, но гордая и смелая девушка своим поведением напоминает ему Эстер — его жену, которую он очень любил, но убил, когда она его предала. В приступе помешательства Тано говорит с Джулией так, как будто видит перед собой Эстер. В отчаянии он обвиняет Эстер в том, что она была единственной, кто мог исцелить его страдавшую душу от зла, а вместо этого предала его и отомстила ему за смерть отца (см. «Спрут-4»). Тано набрасывается и душит Джулию, как задушил когда-то Эстер, но когда она уже почти теряет сознание, помешательство Тано  отступает. Он осознает безысходность попыток преодолеть в себе зло и жажду власти и решает совершить самоубийство, чтобы прекратить свои страдания и оградить мир от зла в себе. Отпустив Джулию, он берёт архив Рамонте и вместе с ним спускается в жерло вулкана.

## В ролях
- Патриция Милларде — судья Сильвия Конти
- Ремо Джироне — Тано Каридди
- Елена Арвиго — Джулия Меркури, дочь Альдо Меркури
- Рольф Хоппе — профессор Оттавио Рамонте
- Франческо Сичилиано — комиссар Леонарди
- Жилберто Идонеа — адвокат Эдуардо Риттоне
- Артуро Палья — Марко Риттоне, сын Эдуардо Риттоне
- Пиппо Паттавина — сенатор Альдо Меркури
- Саро Пиццуто — кардиолог Паоло Триполи
- Габриэле Боччарелли — Ваня Маринов, воспитанник Рамонте
- Джампьеро Бьянки — Альфредо, муж Сильвии
- Пьетро Бионди — главный судья, начальник Сильвии Конти
- Мариелла Ло Джудиче — Рита, жена адвоката Риттоне
- Хеди Криссейн — Хеди, слуга Меркури

| Мини-сериал                                    | 1    | 2    | 3    | 4    | 5    | 6    | 7    | 8    | 9    | 10   |
| ---------------------------------------------- | ---- | ---- | ---- | ---- | ---- | ---- | ---- | ---- | ---- | ---- |
| Год выхода                                     | 1984 | 1986 | 1987 | 1989 | 1990 | 1992 | 1995 | 1997 | 1998 | 2001 |
| Серий                                          | 6    | 6    | 7    | 6    | 5    | 6    | 6    | 2    | 2    | 2    |
| Всего минут                                    | 384  | 384  | 430  | 600  | 522  | 600  | 627  | 220  | 220  | 200  |
| режиссёр Дамиано Дамиани                       | +    |      |      |      |      |      |      |      |      |      |
| режиссёр Флорестано Ванчини                    |      | +    |      |      |      |      |      |      |      |      |
| режиссёр Луиджи Перелли                        |      |      | +    | +    | +    | +    | +    |      |      | +    |
| режиссёр Джакомо Баттиато                      |      |      |      |      |      |      |      | +    | +    |      |
| Микеле Плачидо / Коррадо Каттани               | +    | +    | +    | +    |      |      |      |      |      |      |
| Патрисия Милларде / Сильвия Конти              |      |      |      | +    | +    | +    | +    |      |      | +    |
| Витторио Меццоджорно / Давиде Ликата           |      |      |      |      | +    | +    |      |      |      |      |
| Рауль Бова / Джанни Бреда / Карло Аркути       |      |      |      |      |      |      | +    | +    | +    |      |
| Ремо Джироне / Тано Каридди                    |      |      | +    | +    | +    | +    | +    |      |      | +    |
| Брюно Кремер / Антонио Эспиноза                |      |      |      | +    | +    | +    |      |      |      |      |
| Николь Жаме / Эльза (Эльзе) Каттани            | +    | +    |      |      |      |      |      |      |      |      |
| Каридди Нардулли / Паола Каттани               | +    | +    |      |      |      |      |      |      |      |      |
| Франсуа Перье / адвокат Терразини              | +    | +    | +    |      |      |      |      |      |      |      |
| Флоринда Болкан / Ольга Камастра               | +    | +    |      |      |      |      | +    |      |      |      |
| Ренато Мори / Джузеппе Альтеро / дон Альбанезе | +    | +    |      |      |      |      |      |      | +    |      |
| Ана Торрент / Мария Каридди                    |      |      |      |      | +    | +    |      |      |      |      |